# Warnow CV 2900mod
Die Schiffe des Typs WARNOW CV 2900mod sind eine Weiterentwicklung der Schiffe des Typs WARNOW CV 2900 und wurden auf die speziellen Kundenwünsche zugeschnitten. Sie wurden von der Kvaerner Warnow Werft gebaut. Auftraggeber war die niederländische Reederei P&O Nedlloyd.

## Kurzbeschreibung
Die Schiffe sind nach den Vorschriften der Klassifikationsgesellschaften ABS und LR ausgelegt und gebaut worden. Die Stauung der Container erfolgt in sechs Laderäumen, die durch Pontonlukendeckel wetterdicht verschlossen werden. In den Laderäumen befinden sich Staugerüste für den Transport von 40-Fuß-Containern, die auch den Transport von 20-Fuß-Containern in Längsrichtung erlauben. Die Stauung von 45-Fuß-Containern ist an Deck in der zweiten Lage möglich. Ein Novum zur damaligen Zeit war auch die Ausrüstung der Schiffe mit dem ECDIS-Navigationssystem. Seekarten aus Papier sind damit überflüssig geworden.
Der Schiffskörper wurde in Längsspantenbauweise gefertigt. Höherfester Stahl mit einer Streckgrenze von 355 N/m² kam in den hochbelasteten Bereichen der Lukensülle, Hauptdeck, Schergang und Teile des Wallgangs zum Einsatz.
Der Maschinenraum befindet sich im Bereich der Spanten 40–77. In ihm befindet sich der Hauptmotor. Dieser langsam laufende Langhub-Dieselmotor vom Typ DMR - 8 K 80 MC-C (Lizenz MAN) wurde mit einem umfassenden, PC-gestützten Diagnosesystem ausgerüstet, das sich anbahnende Probleme schon vor Eintreten des Schadensfalles erkennt, so dass die Besatzung in die Lage versetzt wurde, prophylaktisch tätig zu werden. Die Produktion erfolgte im Dieselmotorenwerk Vulkan, Standort Rostock (DMR). Die Aufladung des Motors erfolgt durch zwei Abgasturbolader von MAN B&W. Der Motor ist ausgelegt für den Betrieb mit hochviskosen Brennstoffen bis 700 cSt/50 °C.
Der Propeller ist ein 6-flügeliger Festpropeller mit einem Durchmesser von 7,30 m und erzeugt einen Schub von 1920 kN. Hersteller ist die Mecklenburger Metallguss Waren GmbH (MMG).
Alle Bordarbeitsplätze entsprechen den Vorschriften des Germanischen Lloyd und der See-Berufsgenossenschaft.

## Die Schiffe

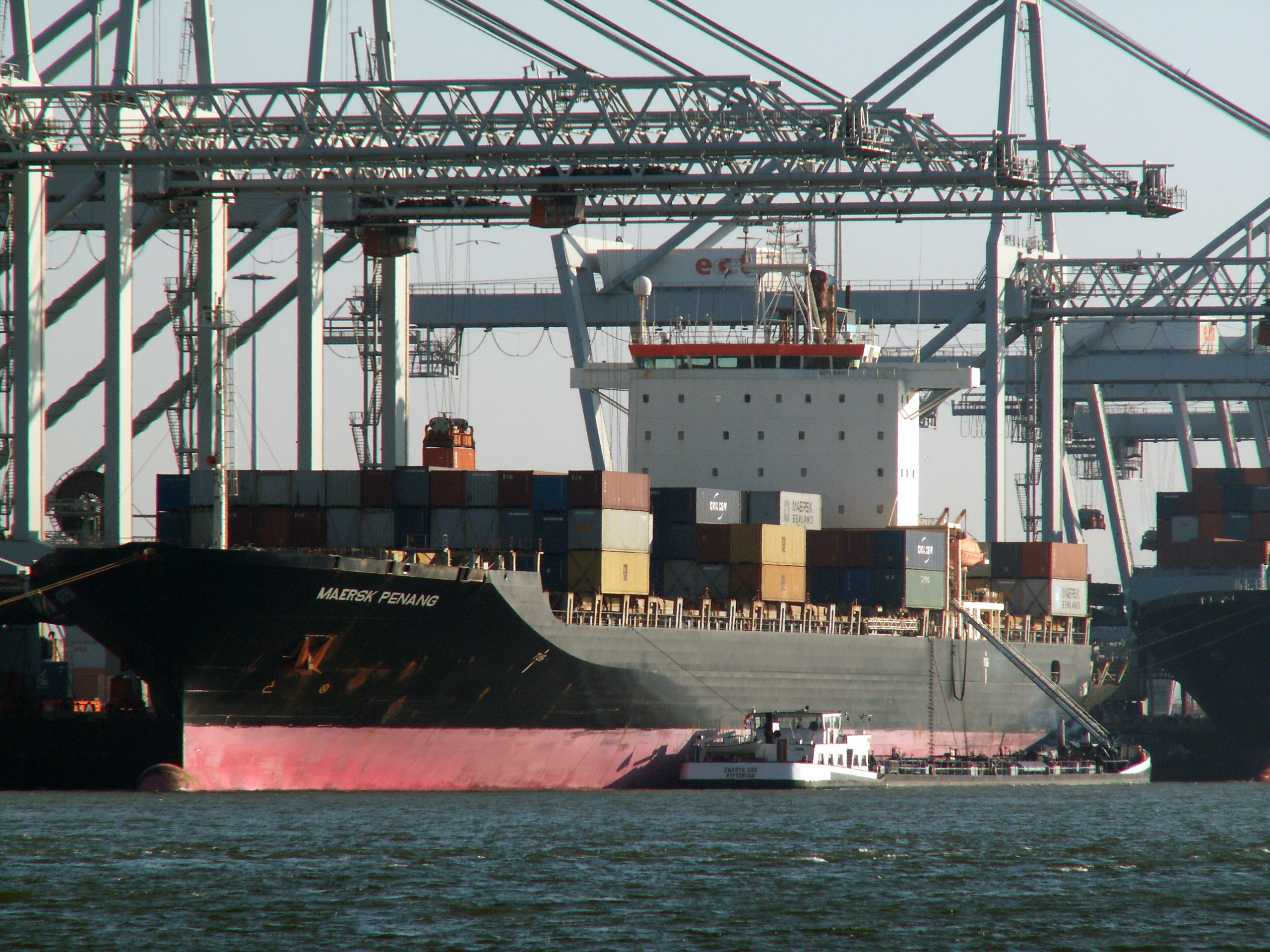
Die ehemalige P&O Nedlloyd Jakarta in Rotterdam

| Warnow CV 2900mod | Warnow CV 2900mod      | Warnow CV 2900mod | Warnow CV 2900mod                              | Warnow CV 2900mod              | Warnow CV 2900mod                                                             |
| Bau-Nr.           | Bauname                | IMO-Nummer        | Kiellegung Stapellauf Ablieferung              | Eigner                         | Umbenennung und Verbleib                                                      |
| ----------------- | ---------------------- | ----------------- | ---------------------------------------------- | ------------------------------ | ----------------------------------------------------------------------------- |
| 011               | P&O Nedlloyd Sydney    | 9168180           | 3. November 1997 - 24. April 1998              | P & O Nedlloyd B.V., Rotterdam | Maersk Pembroke (2006) → 2017 durch Brand beschädigt → 2017 Abbruch in Aliaga |
| 012               | P&O Nedlloyd Jakarta   | 9168192           | 1. Januar 1997 - 1. Juni 1998                  | P & O Nedlloyd B.V., Rotterdam | Maersk Penang (2006)                                                          |
| 013               | P&O Nedlloyd Auckland  | 9168207           | 8. Januar 1998 10. Juli 1998 4. September 1998 | P & O Nedlloyd B.V., Rotterdam | Lykes Pioneer (2000) → P&O Nedlloyd Auckland (2002) → Maersk Palermo (2006)   |
| 014               | P&O Nedlloyd Genoa     | 9168219           | 20. März 1998 - 4. November 1998               | P & O Nedlloyd B.V., Rotterdam | Maersk Phuket (2006) → Phuket (2018) → 2018 Abbruch in Alang                  |
| 015               | P&O Nedlloyd Marseille | 9168221           | 25. Mai 1998 - 16. Dezember 1998               | P & O Nedlloyd B.V., Rotterdam | PONL Marseille (2006) → Maersk Patras (2009)                                  |